# Rhizostomatidae
Rhizostomatidae es una familia de cnidarios de la clase Scyphozoa.

## Géneros y especies
Según el Registro Mundial de Especies Marinas, existen 11 especies en cuatro géneros dentro de esta familia:
- Género Eupilema[2]
  - Eupilema inexpectata Páginas, Gili y Bouillon 1992
- Género Nemopilema[3]
  - Nemopilema nomurai Kishinouye, 1922
- Género Rhizostoma Cuvier, 1800[4]
  - Rhizostoma luteum (Quoy & Gaimard, 1827)
  - Rhizostoma octopus (Linnaeus, 1758)
  - Rhizostoma pulmo (Macri, 1778)
- Género Rhopilema Haeckel, 1880[5]
  - Rhopilema esculentum Kishinouye, 1891
  - Rhopilema hispidum
  - Rhopilema nomadica
  - Rhopilema rhopalophora (Haeckel)
  - Rhopilema rhopalophorum Haeckel, 1880
  - Rhopilema verrilli

### Taxones extintos
- Género †Essexella
- Género †Simplicibrachia, conocido a partir de fósiles del yacimiento Ypresiense del Monte Bolca Lagerstätte.